# Paszowice (gemeente)
De gemeente Paszowice is een landgemeente in het Poolse woiwodschap Neder-Silezië, in powiat Jaworski.
De zetel van de gemeente is in Paszowice.
Op 30 juni 2004 telde de gemeente 3862 inwoners.

## Oppervlakte gegevens
In 2002 bedroeg de totale oppervlakte van gemeente Paszowice 100,84 km², waarvan:
- agrarisch gebied: 63%
- bossen: 30%

De gemeente beslaat 17,35% van de totale oppervlakte van de powiat.

## Demografie
Stand op 30 juni 2004:
| Omschrijving                   | Totaal | Totaal | Vrouwen | Vrouwen | Mannen | Mannen |
| ------------------------------ | ------ | ------ | ------- | ------- | ------ | ------ |
| eenheid                        | aantal | %      | aantal  | %       | aantal | %      |
| inwoners                       | 3862   | 100    | 1914    | 49,6    | 1948   | 50,4   |
| bevolkingsdichtheid (inw./km²) | 38,3   | 38,3   | 19      | 19      | 19,3   | 19,3   |

In 2002 bedroeg het gemiddelde inkomen per inwoner 1093,77 zł.

## Plaatsen
Bolkowice, Grobla, Jakuszowa, Kłonice, Kwietniki, Myślibórz, Nowa Wieś Mała, Nowa Wieś Wielka, Paszowice, Pogwizdów, Sokola, Wiadrów, Zębowice.

## Aangrenzende gemeenten
Bolków, Dobromierz, Jawor, Męcinka, Mściwojów
- Virtual International Authority File: 315615420